# بوب هيلتون
بوب هيلتون (بالإنجليزية: Bob Hilton)‏ هو مقدم تلفزيوني أمريكي، ولد في 23 يوليو 1943 في ليك تشارلز في الولايات المتحدة.

## وصلات خارجية
- بوب هيلتون على موقع IMDb (الإنجليزية)
- بوب هيلتون على موقع قاعدة بيانات الفيلم (الإنجليزية)